# 喬納森·帕爾
喬納森·帕爾（挪威語：Jonathan Parr；1988年10月21日—）是一位挪威足球運動員。在場上的位置是後衛。他現在效力於英格蘭足球冠軍聯賽球隊伊普斯维奇城足球俱乐部。他也代表挪威國家足球隊參賽。

## 外部連結
- Crystal Palace profile